# Lyle Lane
Lyle Franklin Lane (Tacoma, Washington, 19 de septiembre de 1926 - 26 de diciembre de 2013) fue un diplomático estadounidense.

## Biografía
Egresado de la Universidad de Washington en 1950. Inició labor diplomática en el Servicio Exterior de los Estados Unidos en 1952. En 1977 fue el primer jefe de misión en la Sección de Intereses de los Estados Unidos en La Habana, Cuba. Posteriormente se desempeñó como embajador ante Uruguay y Paraguay, durante la presidencia de Jimmy Carter.
Casado con Jaclyn Fuller, tuvieron 3 hijos.